# Dance on Broadway
Dance on Broadway é um jogo de ritmo de 2010 para Wii e PlayStation 3. Publicado pela Ubisoft, os criadores de Just Dance, Dance on Broadway é similarmente um jogo de música baseado em dança, mas com músicas tiradas de musicais de palco em vez de música popular. Além disso, faz parte da franquia Just Dance .

## Jogabilidade
O jogo tem um modo de jogo principal, no qual os jogadores podem escolher qualquer uma das 20 faixas do jogo e tentar - individualmente ou com até três jogadores adicionais - seguir os dançarinos e as instruções na tela usando o Wii Remote ou até dois controladores de movimento PlayStation Move.  A maioria das canções apresenta todos os jogadores realizando os mesmos movimentos em sincronia, mas algumas envolvem etapas individuais para determinados jogadores por exemplo; em "My Favorite Things", um jogador assume o papel de Maria von Trapp, fazendo passos diferentes dos demais, que jogam como três dos filhos von Trapp. Diferentes passos para diferentes jogadores são representados através do uso de silhuetas de cores diferentes e dançarinos na tela
Os jogadores são pontuados de acordo com o quanto suas ações seguem as ações na tela e quantos movimentos consecutivos bem-sucedidos eles fazem.  O jogo apresenta os mesmos julgamentos do Just Dance Original.  Uma barra de progresso exibe os pontos dos jogadores ao longo da música e um vencedor é revelado no final de cada faixa.
A versão Wii pode acomodar até quatro jogadores, enquanto a versão PS3 pode acomodar até dois jogadores.

## Músicas
O jogo inclui 20 showtunes. Observe que os seguintes são da versão Wii.
| Título das músicas                   | Artistas                              | Show                     | Ano  |
| ------------------------------------ | ------------------------------------- | ------------------------ | ---- |
| "All That Jazz"                      | Velma Kelly                           | Chicago                  | 1975 |
| "Aquarius/Let the Sunshine In"       | The 5th Dimension                     | Hair                     | 1969 |
| "Bend & Snap"                        | Cast of Legally Blonde                | Legally Blonde           | 2001 |
| "Cabaret"                            | Cast of Cabaret                       | Cabaret                  | 1972 |
| "Dreamgirls"                         | Cast of Dreamgirls                    | Dreamgirls               | 1981 |
| "Fame"                               | Irene Cara                            | Fame                     | 1980 |
| "Good Morning Baltimore"             | Cast of Hairspray                     | Hairspray                | 2002 |
| "I Just Can't Wait to Be King"       | Cast of Disney's The Lion King        | Disney's The Lion King   | 1994 |
| "Little Shop of Horrors"             | Cast of Little Shop of Horrors        | Little Shop of Horrors   | 1982 |
| "Luck Be a Lady"                     | Robert Alda                           | Guys and Dolls           | 1950 |
| "Lullaby of Broadway"                | Wini Shaw                             | Gold Diggers of 1935     | 1935 |
| "Money, Money"                       | Cast of Cabaret                       | Cabaret                  | 1972 |
| "My Favorite Things"                 | Julie Andrews                         | The Sound of Music       | 1959 |
| "One Night Only"                     | Cast of Dreamgirls                    | Dreamgirls               | 1981 |
| "Roxie"                              | Roxie Hart                            | Chicago                  | 1975 |
| "Supercalifragilisticexpialidocious" | Cast of Disney's Mary Poppins         | Disney's Mary Poppins    | 1964 |
| "Thoroughly Modern Millie"           | Cast of Thoroughly Modern Millie      | Thoroughly Modern Millie | 1967 |
| "Time Warp"                          | Cast of The Rocky Horror Picture Show | The Rocky Horror Show    | 1975 |
| "We're in the Money"                 | Ginger Rogers                         | Gold Diggers of 1933     | 1933 |
| "You Can't Stop the Beat"            | Cast of Hairspray                     | Hairspray                | 2002 |
| "Sixteen Going on Seventeen"         | Charmian Carr                         | The Sound of Music       | 1959 |

## Recepção
A versão Wii recebeu "críticas geralmente desfavoráveis" de acordo com o site agregação de revisão, Metacritic. O site deu uma pontuação de 48 em 100.
The Observer chamou "a curta formação de 20 músicas ... decepcionante" e reclamou que o rastreamento de movimento da versão Wii "falha miseravelmente", mas admitiu que essa falha "não diminui a diversão do jogo em  o menor." A GameFocus criticou a ausência de um modo de carreira, dizendo que a referida versão do console "falta em termos de senso de progressão e/ou realização", mas a chamou de um jogo fácil de aprender para jogadores mais jovens.
The Daily Telegraph deu à mesma versão do Wii uma pontuação de seis em dez e disse que os controles eram "um pouco complicados e sua profundidade faltava muito, mas essas não são preocupações que irão incomodar o público-alvo. Não apenas isso, mas é tremendo  valor de entretenimento. Basta perguntar à minha cara-metade. Ela não ria tanto há anos. No entanto, The Guardian deu uma pontuação de duas estrelas em cinco e disse que "atrairá os fãs de Just Dance, de músicas de shows e de jogos que fornecem uma desculpa para se levantar e se jogar da sala da frente. As letras são exibidas durante as músicas para permitir que os jogadores cantem junto e, como um jogo de festa, proporcionará muitas risadas baratas. Algumas pessoas vão adorar. E eles sabiam que iriam desde o momento em que viram o título. Common Sense Media deu à mesma versão de console duas estrelas de cinco e disse que era "notável pelo fato de celebrar a música da Broadway - algo que poucos jogos podem dizer - mas não é uma experiência de jogo que vale a pena.